# Sally Barsosiová
Sally Barsosiová (* 21. března 1978 Keiyo) je keňská atletka, běžkyně na dlouhé tratě, mistryně světa v běhu na 10 000 metrů z roku 1997.

## Sportovní kariéra
V roce 1993 získala bronzovou medaili v běhu na 10 000 metrů na světovém šampionátu. O čtyři roky později na mistrovství světa v Athénách na této trati zvítězila. Z tohoto roku pochází také její osobní rekord v běhu na 5 000 metrůl 14:46,71. Nejlepší čas na dvojnásobné trati 31:15,38 pochází z roku 1993.